# Фанни (фильм, 1932)
«Фанни» (фр. Fanny) — французская романтическая драма 1932 года режиссёра Марка Аллегре, снятая по одноимённой пьесе и сценарию Марселя Паньоля. Вторая часть «Марсельская трилогия», в которую входят также фильмы «Мариус» и «Сезар».

## Сюжет
Действие фильма начинается в тот момент, на котором заканчивается фильм «Мариус» — Сезар (Ремю) на руках относит Фанни (Оран Демази) в дом её матери и там узнает, что его сын Мариус (Пьер Френе) отправился в пятилетнее плавание по Индийскому океану на научном судне. Месяц спустя, Сезар ждёт первого письма от Мариуса. Когда оно наконец приходит, он притворяется перед друзьями, что ему это безразлично, но бросается его читать, как только они выходят за порог. Сезар диктует Фанни ответ.
Паниссо снова просит у Онорина руки её дочери. Фанни говорит Паниссо, что не может выйти за него, поскольку уже беременна от Мариуса, о чём тот не знал, отправляясь в плавание. Паниссо в восторге и радуется предчувствием, что сможет получить в приданое «готового» ребенка: он так и не смог сделать малыша своей первой жене. Таким образом, договоренность о браке достигнута, и Фанни, хоть и не любит Паниссо, благодарна ему, поскольку он просит у неё одного — убедить всех, что именно он, Паниссо, является отцом ребенка. Узнав о предстоящем браке, Сезар бесится, однако Паниссо и Фанни удается убедить его в том, что другого выхода нет. Сезар станет крестным отцом ребенка.
Фанни рожает мальчика. Мариус возвращается гораздо раньше срока, так как его судно потерпело крушение. Встретившись с Фанни, он быстро догадывается, что это его ребенок. Он признается Фанни, что жалеет её сильнее, чем сам подозревал, море его уже не так привлекает. Фанни, в свою очередь, не скрывает, что всегда любила его и думала о нём. В сцене общего объяснения Паниссо соглашается предоставить Фанни свободу, если она того пожелает, но не хочет отдавать ребенка, которого любит. Не найдя союзников в отце, осуждает его желание отнять у Паниссо сына, а Мариус снова отправляется в море.

## В ролях
| Актёр         | Роль                       |
| ------------- | -------------------------- |
| Ремю          | Сезар Оливье               |
| Пьер Френе    | Мариус Оливье              |
| Оран Демази   | Фанни                      |
| Фернан Шарпен | Паниссо                    |
| Алида Руфф    | Онорина                    |
| Робер Ваттье  | месье Брен                 |
| Милли Матис   | тётя Клодина               |
| Опост Мурьес  | Эскартефиг                 |
| Андре Жид     | камео (в титрах не указан) |